# Мой лучший друг (фильм, 2017)
«Мой лучший друг» — российский фильм 2017 года режиссёра и сценариста Элины Суни.

## Сюжет
В основу сюжета легли реальные события по мотивам книги Якова Арсёнова «Повесть о студенческой группе 76-Т3».
Действие происходит в 1970-е годы в «студенческие годы» и «время настоящее», в Брянске и Казахстане, на газоперекачивающей станции в степи
Андрей Артамонов — выпускник-турбинист института машиностроения, уважаемый специалист, главный конструктор огромного предприятия.
К нему приходит жена его однокурсника Сергея Бондаря, погибшего в результате взрыва на газоперекачивающей станции.
Артамонов в студенческие годы даже не дружил с Бондарем, наоборот, смотрел свысока на этого идеалиста, считая его прожектёром, хотя и талантливым.
Бондарь после окончания института по распределению попал в Казахстан на газоперекачивающую станцию. Здесь за него вышла замуж совсем юная, почти девчонка, казашка Айнур, которая стала для него не только верной женой, но и самым преданным другом. Она просит Артамонова разобраться в причинах случившейся с мужем трагедии.
Артамонов отправляется в казахскую пустыню. При его разбирательствах в причинах взрыва всплывает забытая студенческая работа. Нелепый и смешной Сергей Бондарь был одержим идеей внедрения в производство отработанных авиационных двигателей. Во время его попытки реализовать её при запускаедвигателей произошёл взрыв, и Бондарь погиб.
Начальство хочет закрыть эксперимент. Айнур, веря в дело мужа, просит уважаемого главного конструктора Артамонова бросить всё, убедить начальство и продолжить испытания.
Проведение испытаний в случае неудачи не только могут поломать карьеру, но и привести в тюрьму, и даже несут реальный риск для жизни.
Артамонов, с успешной карьерой, ожидающий назначение на высокий пост, вынужден делать свой жизненный выбор: рискнуть всем ради идеалов студенчества и … ведь эта идея была и темой его курсовой работы, и, возможно, его ошибки в расчётах стали причиной взрыва. Кроме того не всё так однозначно с Айрур и её ролью в этом эксперименте.
Чтобы повторить запуск и доказать право научной идеи на жизнь, Артамонову дают всего неделю. Но у него есть преданные соратники — жена Бондаря, казашка Айнур, и инженер Лыков.

Как определила жанр сама режиссёр — «фильм снят в советском стиле». Тут и антураж, и типажи 70-х. В картине показан СССР времен «расцвета социализма». Главные герои фильма — экс-студенты, ныне — перспективные инженеры, для которых работа выходит на первый план и… казахская девушка «лёгкой профессии», которая половину фильма в кадре беззастенчиво курит траву, называя ее «тюркский табак». Как говорит без купюр героиня, «свою работу нужно любить, иначе это б…во». Фраза эта — кредо главных героев…
— Комсомольская правда

— В «Моем лучшем друге» есть фраза, которую я бы вынесла в эпиграф: «Свою работу надо любить, а иначе это б….во».

— Думаю, тут важнее то чувство, которое возникает в процессе выполнения работы. Да, может быть, это совсем не то, о чем ты мечтал, но вот в эту секунду ты делаешь это, и ты делаешь это хорошо, потому что… ты любишь делать хорошо любое (!) дело. Вот что важно. Что бы ты ни делал, это надо делать с любовью. С благодарностью за то, что ты вообще имеешь возможность что-то делать в жизни. Мой фильм о любви, а не о производстве. Он рассчитан на зрителя, который верит в любовь, которому не хватает любви, который помнит, что главное в жизни — любовь. Собственно, это и хотела сказать в картине.
— из интервью режиссёра фильма Элины Суни

## Литературная и реальные основы[3][4]
В основу сюжета легли реальные события, произошедшие в 1970-х годах и основанные на научной разработке и внедрении авиационных двигателей в строительство турбин на газопроводах.
Фильм снят по мотивам книги окончившего в с 1976 по 1981 годах БИТМ писателя Якова Викторовича Арсёнова «Повесть о студенческой группе 76-Т3» (1994).
Группа 76-Т3 относилась к факультету энергетического машиностроения — ФЭМ по специальности турбиностроения. Поступить на неё было очень трудно, а учиться вообще было сложно.
В книге рассказывается, как БИТМовцы разработали техническую идею, которая и сегодня успешно работает в сфере российской газовой промышленности.
По словам автора экранизирована «не так, как я это видел, но совершенно идеально!», и пояснил, что его повесть — о производстве, а фильм — это, прежде всего, о людях, их характерах, жизни.

## В ролях
- Маргарита Кутовая — Айнур
- Юрий Поляк — Андрей Артамонов
- Владимир Ильин — Иван Сергеевич Лыков, начальник компрессорной станции
- Антон Капанин — Сергей Бондарь
- Денис Варёнов — Дмитрий Калинин, главный инженер
- Кира Тё — Марина
- Ася Пронина — Татьяна Березихина
- Роман Хардиков — Алексей Сергеенков
- Андрей Кочетков — Дмитрий Васильевич Бойко, преподаватель
- Дмитрий Файнштейн — физик
- Илья Семёнов — проводник
- Людмила Дмитриева — жена Лыкова
- Татьяна Владимирова — эпизод
- Иосиф Камышев — эпизод

## Съёмки
В Брянске снимали на улицах города, использовали архивную видеохронику, съёмки велись непосредственно в учебных корпусах Брянского технического университета, в массовых сцен и эпизодов приняли участие более 80 студентов и сотрудников БГТУ, производственные интерьеры были сняты на Брянском механическом заводе. В Казахстане съёмки велись на полуострове Мангышлак.

## Критика
Высокую оценку фильм получил от кинодраматурга Рустама Ибрагимбекова:

Помимо того, что фильм сам по себе хорошо сделан, в нем есть обнадёживающая тенденция для нашего кино. Мы как-то перестали интересоваться активным героем — или делали это неубедительно. Элина Суни смогла найти точную интонацию. В историю веришь, потому что она происходит на правильном, достоверном фоне. Сочетание правды, которая была в советском кино, и современного активного героя и делает эту картину.

Фильм на производственную тему. Режиссер шёл здесь на большой риск. Очень трудно сделать, особенно сегодня, захватывающий фильм на такую тему. Поражает органичная игра главных героев фильма Маргариты Кутовой и Юрия Поляка. Качественно и достоверно написан сценарий. Операторская работа удивляет масштабом и точными ракурсами.— Тамара Амелина
Снятая в «советской стилистике» и «выражаясь языком советского времени, фильм на производственную тему» картина получила неожиданные отклики от деятелей РПЦ:

Кто-то, конечно, обвинит меня в мифологизации и идеализации того, уже далекого, советского времени. Я не буду с этим спорить. Да, я мифологизирую и идеализирую своё советское прошлое. … никакой идеологический заданности и, тем более, эпатажа в картине нет. Просто Элина и вся актерская группа блестяще сделали то, что они действительно хотели. То, по чему они и многие из нас истосковались. Лично я смотрел «Моего лучшего друга» трижды и каждый раз со все более возрастающим интересом.— священник Александр Шумский, клирик Храма Святителя Николая в Хамовниках, член Союза писателей России

герои фильма источают свет: и простодушная казахская Кабирия по имени Айнур, и сдержанный Андрей, и рыжий очкарик Бондарь, и самый живой из всех Лыков, готовый к тюрьме и даже высшей мере — за правду. Актеры удивительно достоверны, благодаря таланту и профессионализму режиссера, а может быть еще и потому, что народный артист Ильин задаёт такую меру искренности, такую глубину погружения в образ и такую высокую планку самоотдачи, что рядом с ним фальшивить невозможно— игумения Феофила (Лепешинская), настоятельница монастыря Богородично-Рождественская пустынь в Барятино

## Фестивали
- 2017 — XXXIX Московский кинофестиваль — премьера фильма в программе российского кино[9]
- 2017 — XV Кинофествиаль «Амурская осень» — Лучшая операторская работа
- 2018 — IX Кинофестиваль «Дубль дв@» — Лучший игровой фильм
- 2018 — XХVII Кинофорум «Золотой Витязь» — Специальный приз зрительских симпатий и Диплом актёру Владимиру Ильину «За яркое воплощение русского характера»[10]

## Рецензии
- Валерий Кичин — Почему «Мой лучший друг» — фильм, который читаешь как книгу // Российская газета — Федеральный выпуск, № 265(7431), 22.11.2017